# Віктор Кає
Віктор Кає (фр. Victor Caillé; 30 червня 1882, Кенігсберг — 23 жовтня 1958, Ганновер) — німецький підприємець і комунальний політик французького походження.

## Біографія
Син підприємця Анрі Кає і його дружини Юлії, уродженої Кнауер. В 1875 році Анрі Кає став співзасновником фірми Caillé & Lebelt в Кенігсберзі, яка виробляла фарби та миючі засоби. Свого часу це було найбільше підприємство у Східній Пруссії.
Віктор Кає вивчав хімію в Кенігсберзькому університету. Імовірно, він став єдиним тричі нагородженим Рятувальною медаллю. Учасник Першої світової війни, гауптман. За бойові заслуги відзначений кількома нагородами. Після війни був міським радником Кенігсберга, членом районного комітету і власником та членом контрольної ради різноманітних підприємств. Після приходу до влади нацистів добровільно склав повноваження міського радника.
В грудні 1944 року був заарештований гестапо за підозрою в причетності до Липневої змови, оскільки був другом Карла Герделера і Фріца Герделера, і ув'язнений в концтаборі Заксенгаузен. Завдяки допомозі в'язня-лікаря зміг пережити марш смерті у Шверін. В 1946 році разом із дружиною та старим другом оселився в Ганновері.

## Сім'я
В 1919 році одружився з Матільдою Міхаеліс, дочкою архітектора Георга Міхаеліса. В шлюбі народились 3 дочки і син.